# Бингэм, Джордж, 4-й граф Лукан
Чарльз Джордж Бингэм, 4-й граф Лукан (англ. Charles George Bingham, 4th Earl of Lucan; 8 мая 1830 — 5 июня 1914) — британский политик и аристократ, обладатель титула пэра Ирландии.

## Биография
Родился 8 мая 1830 года. Старший сын Джорджа Бингэма, 3-го графа Лукана (1800—1888), и леди Энн Браднелл (1809—1877), дочери Роберта Браднелла, 6-го графа Кардигана (1760—1837), и Пенелопы Энн Кук. Он получил образование в школе Рагби, графство Уорикшир, и поступил на службу в британскую армию.
Он стал подполковником Колдстримской гвардии и служил адъютантом своего отца, который командовал кавалерийской дивизией во время Крымской войны.
Чарльз Бингэм заседал в Палате общин Великобритании от графства Мейо с 1865 по 1874 год. Он был назначен вице-адмиралом Коннахта в 1889 году, а также лордом-лейтенантом и хранителем рукописей графства Мейо (1901—1914). В 1899 году он был награждён Орденом Святого Патрика.
10 ноября 1888 года после смерти своего отца Чарльз Джордж Бингэм унаследовал титулы 4-го графа Лукана, 4-го барона Лукана и 10-го баронета Бингэма из Каслбара в графстве Мейо.
С 1889 по 1914 год — ирландский пэр-представитель в Палате лордов Великобритании.

## Семья
17 ноября 1859 года в Лондоне Чарльз Бингэм женился на леди Сесилии Кэтрин Гордон-Леннокс (13 апреля 1838 — 5 октября 1910), младшей дочери Чарльза Гордона-Леннокса, 5-го герцога Ричмонда (1791—1860), и леди Кэролайн Пэджет (1796—1874). Кэролайн была старшей дочерью Генри Пэджета, 1-го маркиза Англси, и его первой жены леди Кэролайн Элизабет Вильерс. У супругов было семеро детей:
- Джордж Бингэм, 5-й граф Лукан (13 декабря 1860 — 20 апреля 1949), старший сын и преемник отца.
- Сэр Сесил Эдвард Бингем[англ.] (7 декабря 1861 — 31 мая 1934), генерал-майор британской армии.
- Сэр Фрэнсис Ричард Бингем (5 июля 1863 — 5 ноября 1935), генерал-майор британской армии.
- Александр Фредерик Бингэм (3 августа 1864 — 26 мая 1909)
- Альберт Эдвард Бингэм (30 июня 1866 — 6 ноября 1941)
- Леди Розалинда Сесилия Кэролайн Бингем[англ.] (26 февраля 1869 — 18 января 1958). С 1894 года замужем за Джеймсом Гамильтоном, 3-м герцогом Аберкорном. Они являются предками Дианы, принцессы Уэльской.
- Капитан Лайонел Эрнест Бингэм (4 ноября 1876 — 26 июля 1927).

Лорд Лукан скончался 5 июня 1914 года в возрасте 84 лет. Ему наследовал этот титул его старший сын Джордж Чарльз Бингэм, 5-й граф Лукан.